# 笃经堂
笃经堂位于江西上饶婺源县思口镇的中国历史文化名村、中国传统村落思溪村延村19号，建于清代，是在饶州府城鄱阳经商的延村金姓木商所建的宅第。
笃经堂由三幢建筑串联而成，分别供三兄弟居住。三房在最外，二房居中，大房在最里。房屋由外至内，层层拔高。来客若要见笃经堂的主人，须经三兄弟逐级禀报，并需要在门圈内等待，坐“冷板凳”。
抗战期间1943-1946年，笃经堂曾是第三战区副司令长官部暨二十三集体军司令部旧址。笃经堂现已作为“第三战区副司令长官部暨二十三集团军司令部旧址”，列为江西省文物保护单位。